# Generation X (comics)
Pour les articles homonymes, voir Generation X.
Generation X est une équipe de super-héros évoluant dans l'univers Marvel de la maison d'édition Marvel. Créée par le scénariste Scott Lobdell et le dessinateur Chris Bachalo, l'équipe apparaît à l'occasion du crossover Phalanx Covenant (en) (Uncanny X-Men #318), et apparaît ensuite dans sa propre série mensuelle avec Generation X #1 en novembre 1994.
La série, qui durera 75 épisodes, raconte les aventures d'une équipe de jeunes mutants liés à l'équipe des X-Men.
L'équipe Generation X était constituée de mutants adolescents, conçus pour refléter le cynisme et la complexité de la génération démographique homonyme de la série. Contrairement à son prédécesseur, les Nouveaux Mutants, l'équipe n'a pas été encadrée par le fondateur des X-Men Charles Xavier dans son domaine de New York, mais par le Hurleur (Sean Cassidy) et l'ancienne super-vilaine Emma Frost dans une école dissidente dans l'ouest du Massachusetts.
Seize ans après la fin de la série originale, un deuxième volume a fait ses débuts en 2017 dans le cadre de ResurrXion (en) avec Jubilé encadrant un groupe d'étudiants de l'Institut Xavier rebaptisé.

## Biographie de l'équipe
L'équipe Generation X est fondée à la suite du complot Phalanx (Phalanx Covenant (en)), durant lequel la machine techno-organique nommée Phalanx tenta de détruire les mutants de la nouvelle génération : Blink, M II, Synch, et Husk. Fort heureusement, l'union des jeunes mutants et l'intervention des mutants Jubilé, Dents-de-sabre, Emma Frost et le Hurleur, avec le sacrifice de Blink, leur permit de vaincre l'ennemi. 
Emma Frost et le Hurleur fondent l'équipe composée de M II, Synch, Husk, Jubilé et deux autres mutants : Chamber et Skin. L'équipe accueille aussi plusieurs autres mutants à court terme (Cordélia Frost, Mondo, Maggott, Nicole et Claudette, Franklin Richards) ou à long terme (Artie Maddicks, La Sangsue, Penance).
L'équipe a pris tour à tour pour QG l'Institut Xavier et l'Académie du Massachusetts.
Malheureusement la sœur aînée d'Emma Frost, Adrienne, intervient et tente de détruire l'équipe. Emma l'arrête et la tue mais le jeune Synch trouve la mort lors de l'explosion d'une bombe qu'Adrienne avait posée. La mort de Synch et d'Adrienne, la déprime du Hurleur (causée par la mort de son amour, Moira MacTaggert) causèrent la fin de l'équipe.
À la dissolution de l'équipe, chacun partit de son côté :
- Jubilé et Skin déménagèrent à Los Angeles ;
- Husk rejoignit une association écologique ;
- Chamber intégra les X-Men ;
- M II, Penance, Artie et La Sangsus allèrent vivre chez les parents de M II à Alger ;
- Emma Frost partit enseigner à Génosha, et le Hurleur fonda quelques mois plus tard le X-Corps, rappelant autour de lui M II, Jubilé et Husk.

## Membres

### Directeurs successifs
- Le Hurleur (Sean Cassidy)
- La Reine Blanche II (Emma Frost)
- La Reine Blanche III (Adrienne Frost)

### Élèves
- Arthur « Artie » Maddicks
- Chamber (Jonothon Ewan Starmore)
- Gaia
- Husk (Paige Guthrie)
- La Sangsue
- Jubilé (Jubilation Lee)
- M II (Monet Sainte-Croix)
- Mondo II
- Penance I (Nicole et Claudette Sainte-Croix)
- Skin (Angelo Espinosa)
- Synch (Everett Thomas)

### Affiliés
- Thomas Corsi
- Franklin Richards (fils de Mr Fantastique et de la Femme invisible)
- Cordélia Frost

## Position actuelle
Voici où se retrouve actuellement chaque membre de l'ancienne équipe :
- Emma Frost est maintenant membre des X-Men et la compagne de Cyclope
- Le Hurleur est mort dans X-Men: Deadly Genesis #2
- Jubilé a perdu ses pouvoirs à la suite des événements de House of M, elle a rejoint la nouvelle version des New Warriors sous le nom de Wondra, puis devenue vampire, elle séjourne chez les X-Men
- Skin a été assassiné par l'Église de l'Humanité
- Husk a été membre des X-Men pendant quelque temps et a quitté l'équipe par la suite
- Chamber a reçu de nouveau pouvoir avec l'aide du Clan Akkaba
- M II a rejoint l'équipe Facteur-X
- Penance va potentiellement être membre du groupe The Loners, mais avec un nouveau nom de code
- Artie a perdu ses pouvoirs à la suite des événements de House of M
- La Sangsue a été vue à l'Institut Xavier